# Indonézia nemzeti parkjai
Indonézia nemzeti parkjainak listája.
Indonéziában 2017-ben 51 nemzeti parkot tartanak számon, ebből hat világörökségi helyszín, kilenc bioszféra-rezervátum, öt Ramsar (vizes élőhely).  Kilenc park nagyrészt tengeri park.

## Jáva

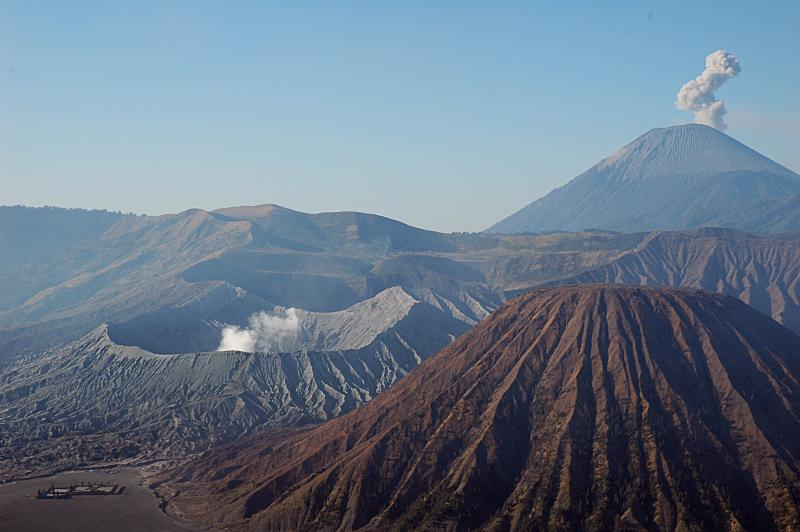
Bromo Tengger Semeru Nemzeti Park

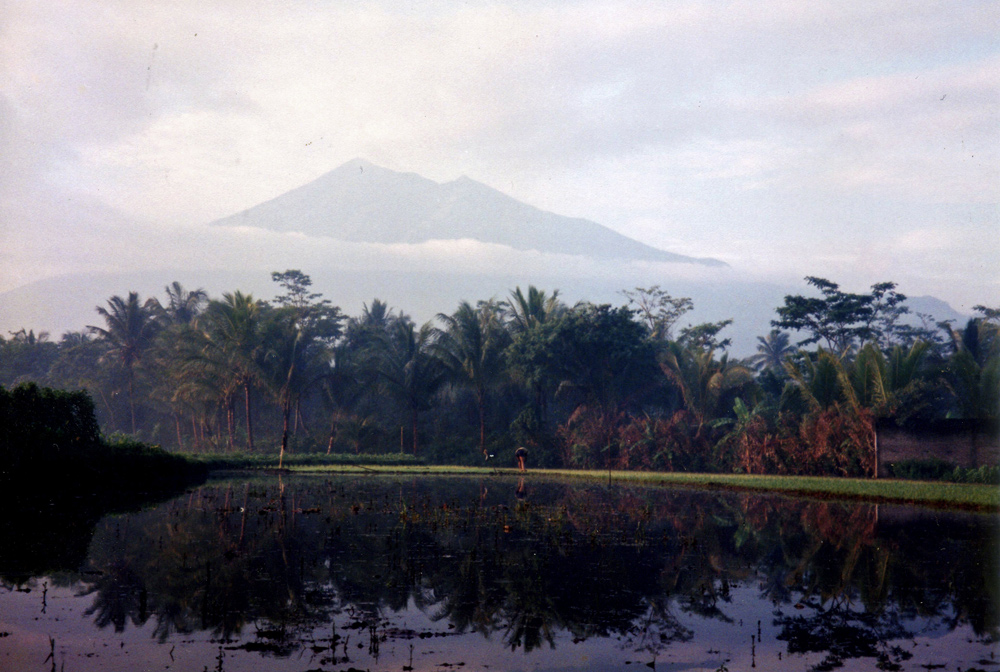
Gunung Merbabu Nemzeti Park

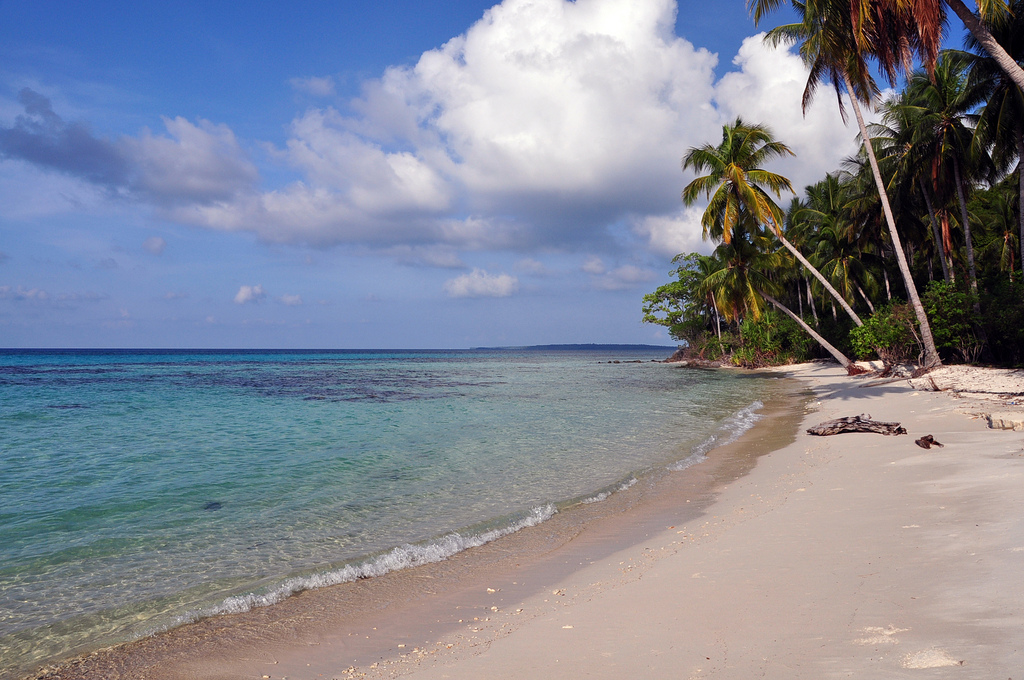
Karimunjawa Nemzeti Park

| név                   | év   | terület | terület | tengeri terület | megjegyzés |
| név                   | év   | km²     | mi²     | tengeri terület | megjegyzés |
| --------------------- | ---- | ------- | ------- | --------------- | --- |
| Alas Purwo            | 1992 | 434     | 168     |                 | a Blambangan-félszigeten található Kelet-Jáva délkeleti csúcsán. A park híres a vad bantengról és egyben népszerű szörfhely.                                           |
| Baluran               | 1980 | 250     | 96      |                 | Kelet-Jáván található. Viszonylag száraz éghajlatú és főként szavanna (40%), síkvidéki erdők és mangrove erdők és dombok jellemzik, a Baluran-hegy csúcsával (1224 m). |
| Bromo Tengger Semeru  | 1983 | 503     | 194     |                 | bioszféra-rezervátum; Kelet-Jávában fekszik ahol négy vulkáni kúp alakult ki. Itt található a legmagasabb hegy Jávában, a Semeru-hegységben (3676 m).                  |
| Gunung Ciremai        | 2004 | 155     | 60      |                 | |
| Gunung Gede Pangrango | 1980 | 150     | 58      |                 | bioszféra-rezervátum; Nyugat-Jáván található. Két vulkán található itt: a Gede és a Pangrango.                                                                         |
| Gunung Halimun        | 1992 | 400     | 150     |                 | |
| Gunung Merapi         | 2004 | 64      | 25      |                 | |
| Gunung Merbabu        | 2004 | 57      | 21      |                 | |
| Karimunjawa           | 1986 | 1116    | 431     | zöme            | egy szigetcsoportban kijelölt tengeri nemzeti park |
| Kepulauan Seribu      | 1982 | 1080    | 420     | zöme            | egy szigetcsoport Jakartától északra |
| Meru Betiri           | 1982 | 580     | 224     |                 | |
| Ujung Kulon           | 1992 | 1206    | 466     | 443 km²         | UNESCO világörökség; Jáva legnyugatibb csúcsán helyezkedik el. Tartalmazza a Krakatau vulkáni szigeti csoportot és más szigeteket.                                     |

## Kalimantán (Borneó)

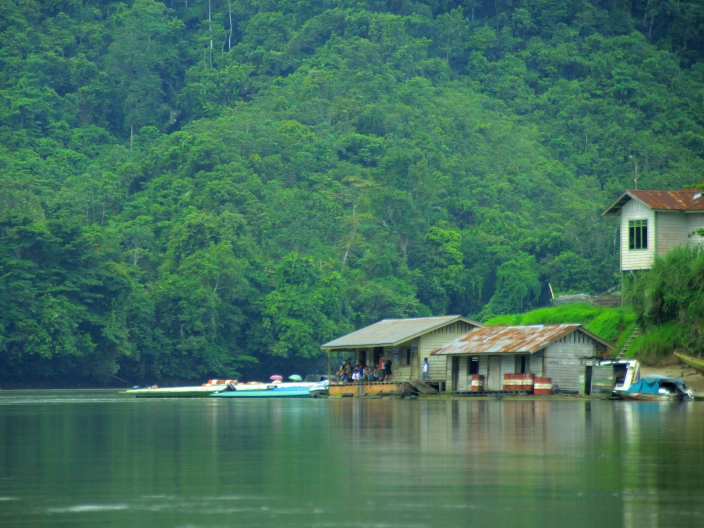
Kayan Mentarang Nemzeti Park

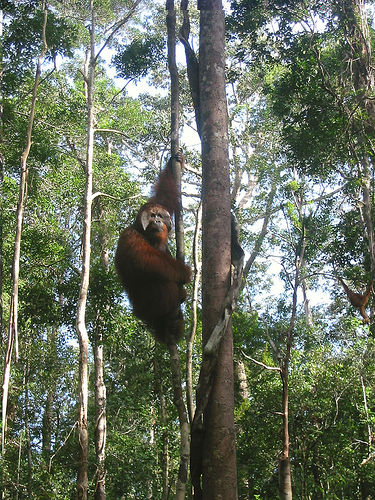
Tanjung Puting

| név                   | év   | terület | terület | tengeri terület | megjegyzés |
| név                   | év   | km²     | mi²     | tengeri terület | megjegyzés |
| --------------------- | ---- | ------- | ------- | --------------- | --- |
| Betung Kerihun        | 1995 | 8000    | 3100    |                 | javasolt UNESCO világörökség, úgynevezett "Borneó határon átnyúló esőerdei öröksége"; Borneó közepén, a maláj határnál található |
| Bukit Baka Bukit Raya | 1992 | 1811    | 699     |                 | |
| Danau Sentarum        | 1999 | 1320    | 510     |                 | Ramsar; világ egyik leginkább biodiverzális tórendszerét védi, Borneó szívében. A terület egy hatalmas ártér, amely mintegy 20 szezonális tóból, édesvízi mocsári erdőből és tőzegmocsárból áll. A helyi emberek Lebak lebungnak (ártér) nevezik. |
| Gunung Palung         | 1990 | 900     | 350     |                 | |
| Kayan Mentarang       | 1996 | 13605   | 5252    |                 | |
| Kutai                 | 1982 | 1986    | 767     |                 | |
| Sabangau              | 2004 | 5687    | 2196    |                 | |
| Tanjung Puting        | 1982 | 4150    | 1370    |                 | bioszféra-rezervátum; Borneó déli részén található; a park híres az orángután populációjáról |

## Kis-Szunda-szigetek

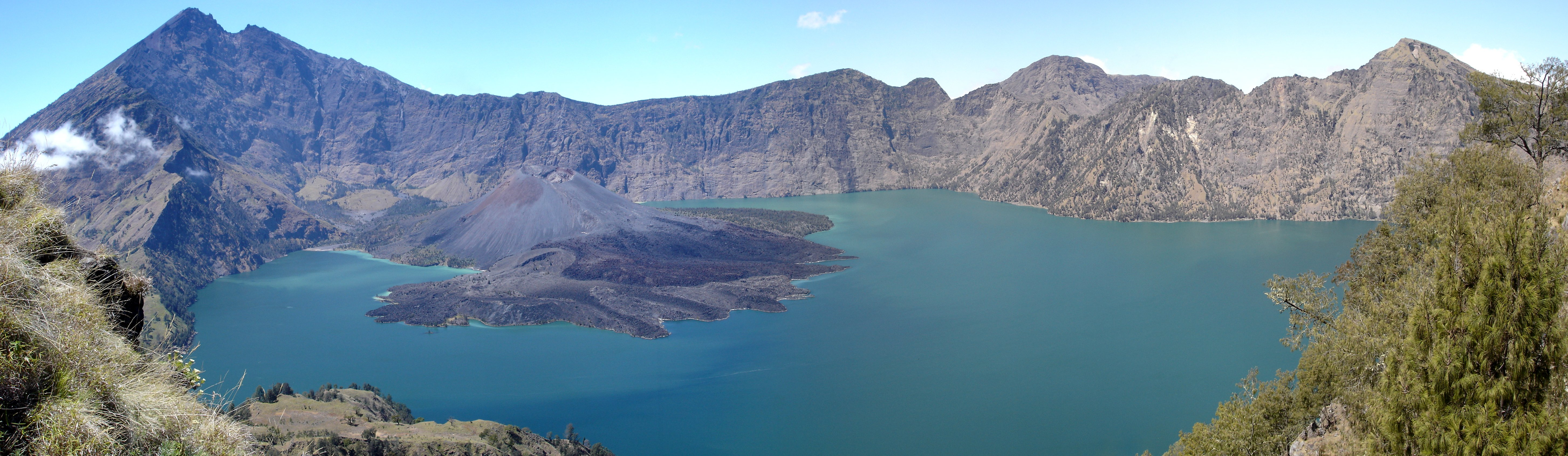
Gunung Rinjani Nemzeti Park

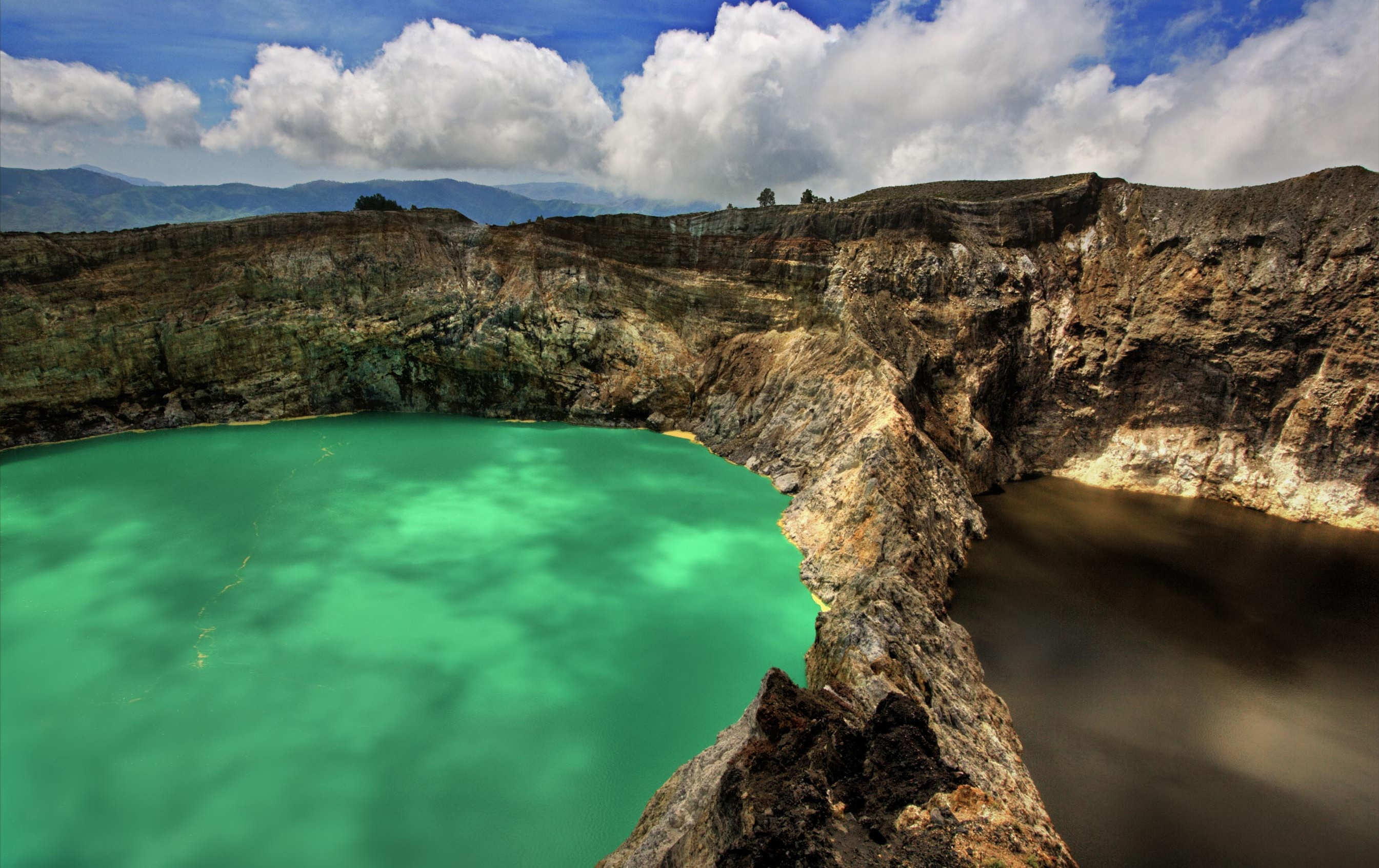
Kelimutu Nemzeti Park

| név                 | év   | terület | terület | tengeri terület | megjegyzés |
| név                 | év   | km²     | mi²     | tengeri terület | megjegyzés |
| ------------------- | ---- | ------- | ------- | --------------- | --- |
| Bali Barat          | 1995 | 190     | 73      |                 | Bali szigetének nyugati csücskén található |
| Gunung Rinjani      | 1990 | 413     | 159     |                 | Lombok szigetén található; a park kiterjed a hegyvidéki területekre; itt található Rinjani-hegy (Gunung Rinjani), amely Indonéziának a harmadik legmagasabb hegye, és a park nevét adja.                              |
| Kelimutu            | 1992 | 50      | 20      |                 | Flores szigetén fekszik; hegyvidéki terület, a Kelibara-hegység (1731 m) csúcspontjával. Itt található a Kelimutu-hegy, amely három színes vizű tóval rendelkezik. Ez a természeti látványosság a turisták célpontja. |
| Komodo              | 1980 | 1817    | 701     | 66%             | UNESCO világörökség; bioszféra-rezervátum |
| Laiwangi Wanggameti | 1998 | 470     | 180     |                 | Sumba szigetén található |
| Manupeu Tanah Daru  | 1998 | 880     | 340     |                 | Sumba szigetén található |
| Tambora             | 2015 | 716     | 276     |                 | egy aktív rétegvulkán és a legmagasabb hegy Sumbawa szigetén |
| Mutis-hegy          |      | 120     | 46      |                 | |

## Maluku-szk. és Pápua

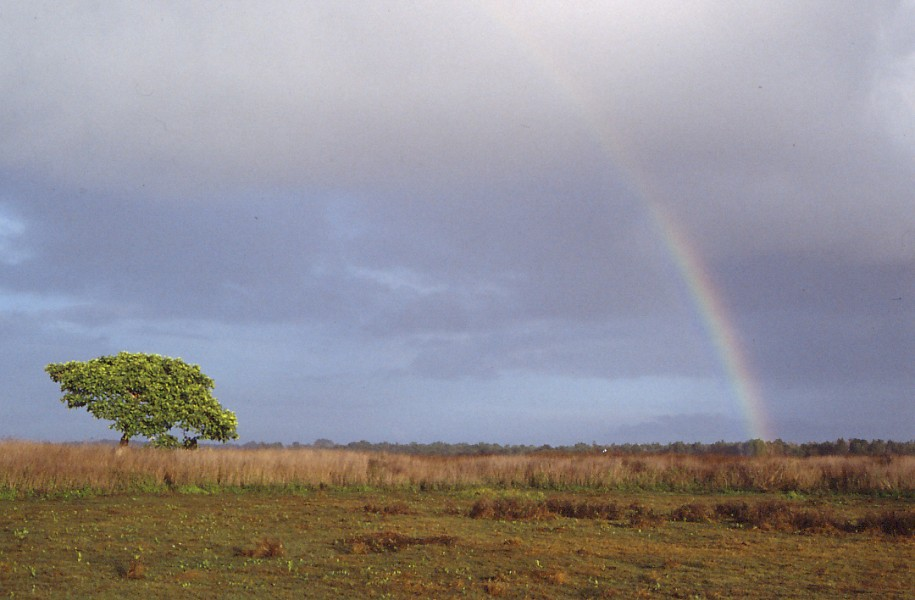
Wasur Nemzeti Park

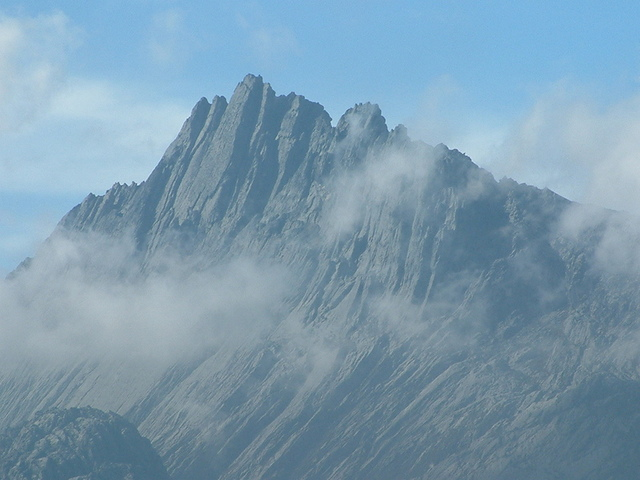
Lorentz Nemzeti Park

| név                | év   | terület | terület | tengeri terület | megjegyzés |
| név                | év   | km²     | mi²     | tengeri terület | megjegyzés |
| ------------------ | ---- | ------- | ------- | --------------- | --- |
| Aketajawe-Lolobata | 2004 | 1673    | 646     |                 | |
| Lorentz            | 1997 | 25050   | 9670    |                 | UNESCO világörökség. Az ázsiai-csendes-óceáni térségben ez az egyetlen természetvédelmi terület, amely a tengeri területeken, a mangrovékon, az árapály- és édesvízi mocsári erdőkön, az alföldi és a hegyi esőerdőn, az alpesi tundrán és az egyenlítői gleccsereken átívelő ökoszisztémák változatosságát foglalja magába. |
| Manusela           | 1982 | 1890    | 729     |                 | |
| Teluk Cenderawasih | 2002 | 14535   | 5611    | 90%             | |
| Wasur              | 1990 | 4138    | 1598    |                 | Ramsar |

## Sulawesi (Celebesz)

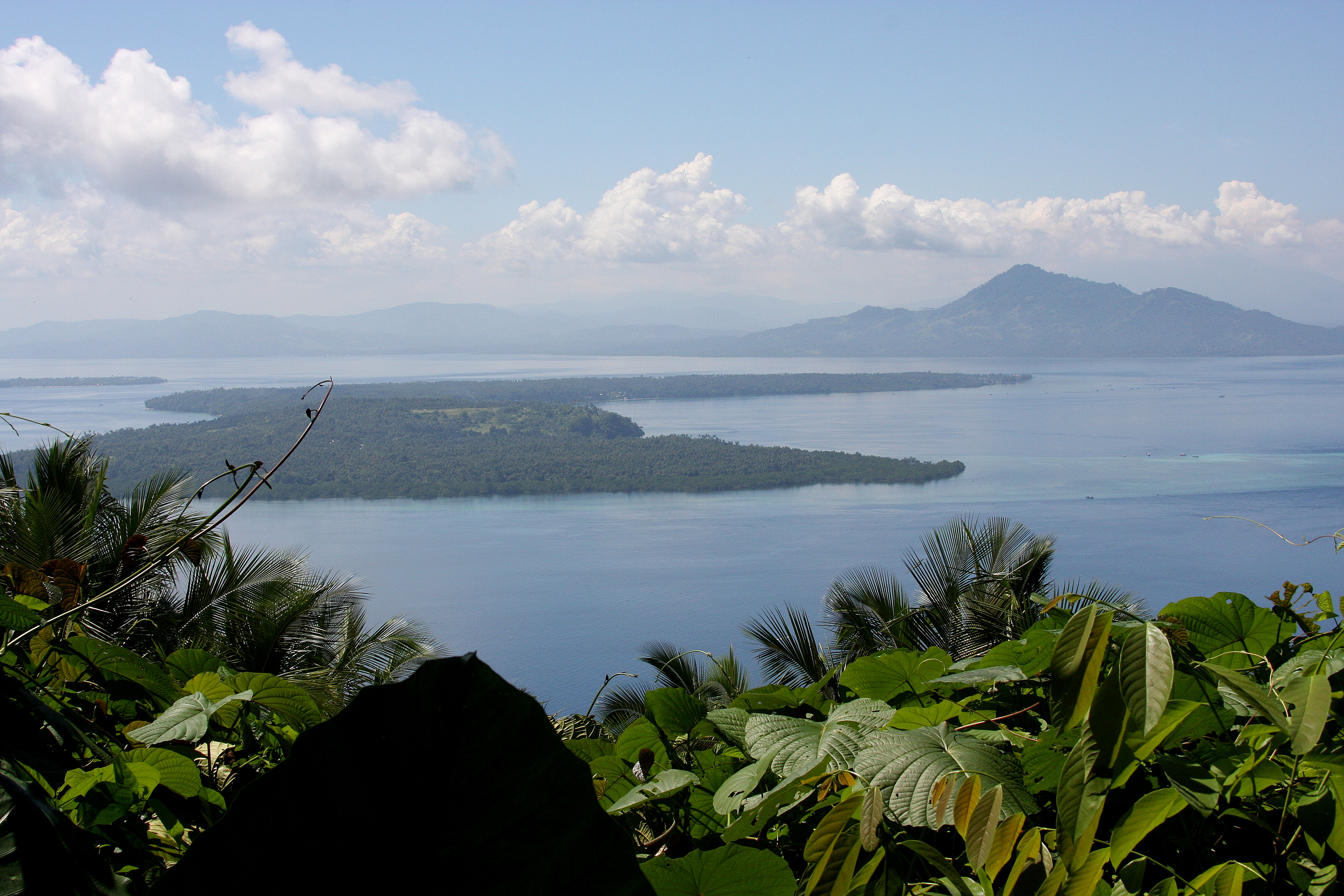
Bunaken Nemzeti Park

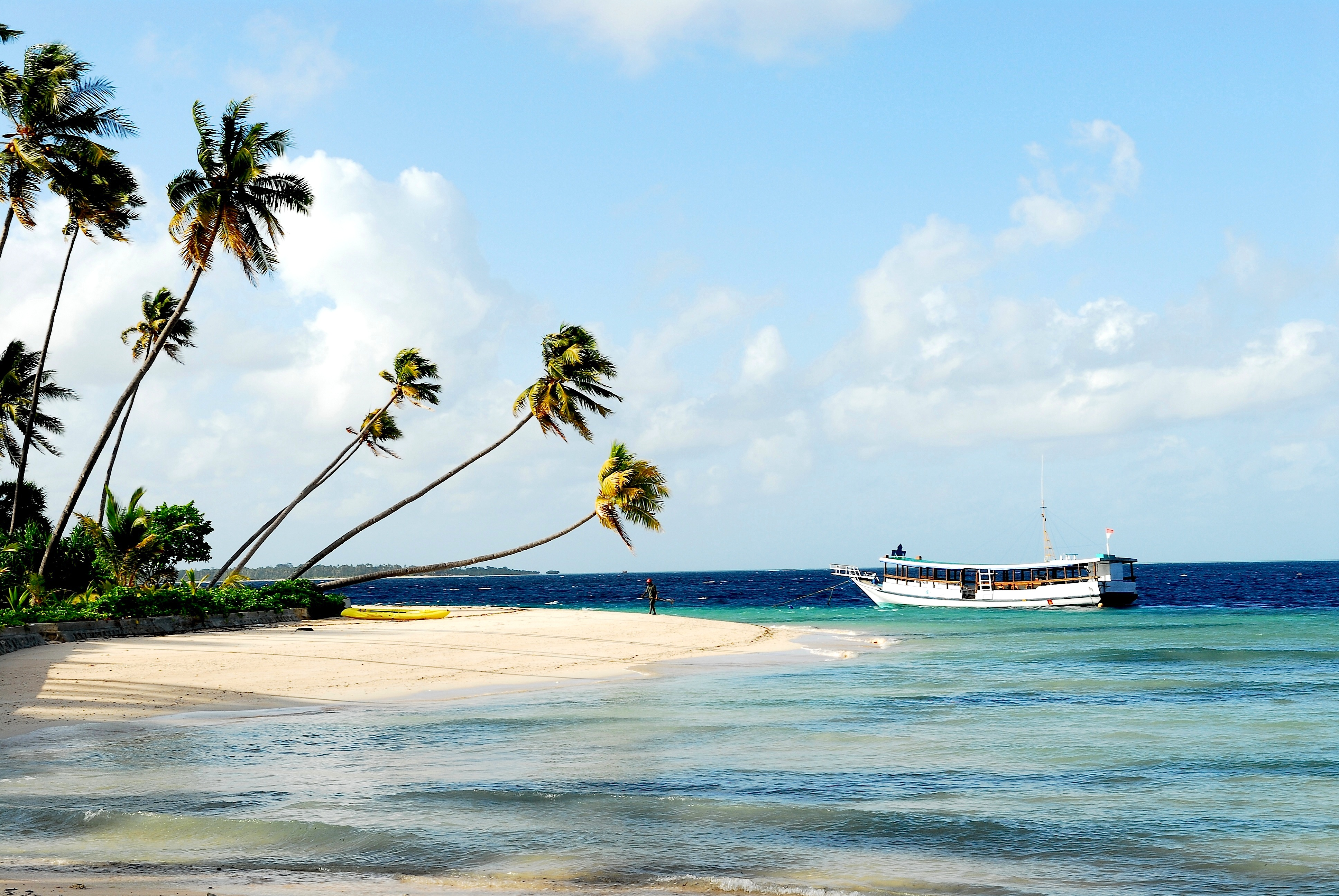
Wakatobi Nemzeti Park

| név                       | év   | terület | terület | tengeri terület | megjegyzés                                        |
| név                       | év   | km²     | mi²     | tengeri terület | megjegyzés                                        |
| ------------------------- | ---- | ------- | ------- | --------------- | ------------------------------------------------- |
| Bantimurung - Bulusaraung | 2004 | 480     | 185     |                 |                                                   |
| Bogani Nani Wartabone     | 1991 | 2871    | 1108    |                 |                                                   |
| Bunaken                   | 1991 | 890     | 305     | 97%             | javasolt UNESCO világörökség                      |
| Kepulauan Togean          | 2004 | 3620    | 1400    | 700 km²         |                                                   |
| Lore Lindu                | 1982 | 2290    | 884     |                 | bioszféra-rezervátum                              |
| Rawa Aopa Watumohai       | 1989 | 1052    | 406     |                 | Ramsar                                            |
| Taka Bone Rate            | 2001 | 5308    | 2049    | zöme            | bioszféra-rezervátum javasolt UNESCO világörökség |
| Wakatobi                  | 2002 | 13900   | 5370    | zöme            | bioszféra-rezervátum javasolt UNESCO világörökség |

## Szumátra

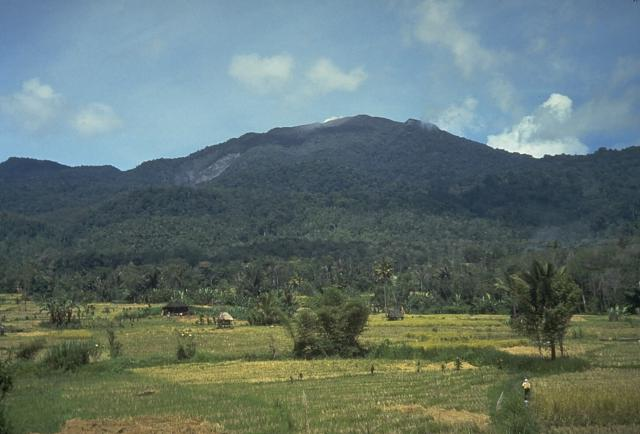
Batang Gadis Nemzeti Park

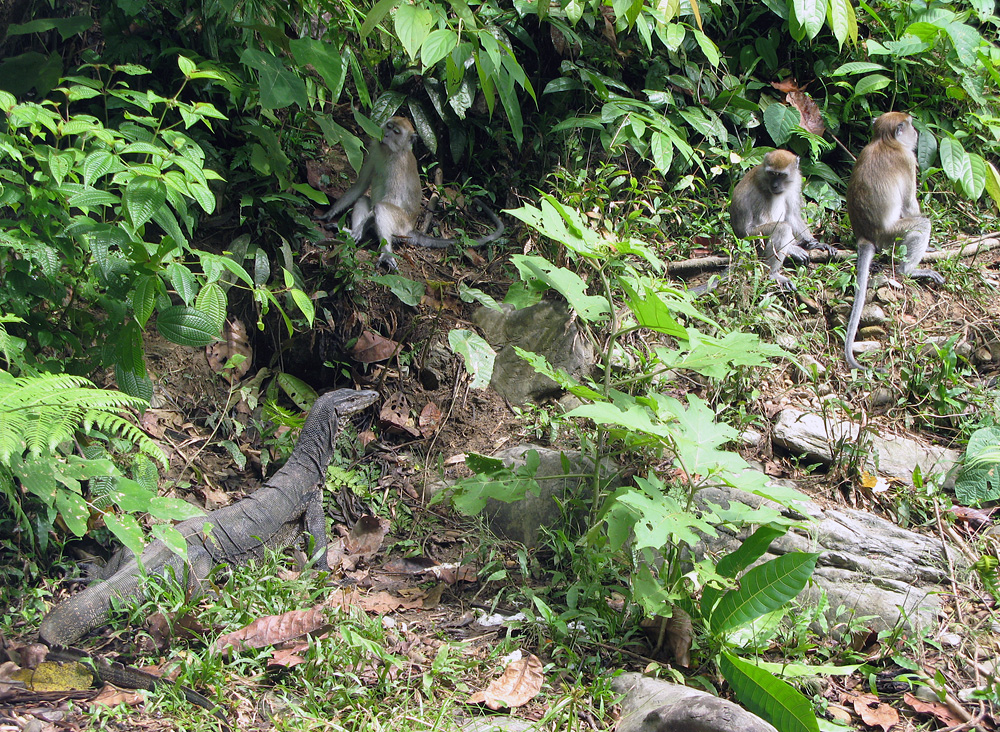
Gunung Leuser Nemzeti Park

| név                   | év   | terület | terület | tengeri terület | megjegyzés |
| név                   | év   | km²     | mi²     | tengeri terület | megjegyzés |
| --------------------- | ---- | ------- | ------- | --------------- | --- |
| Batang Gadis          | 2004 | 1080    | 417     |                 | |
| Berbak                | 1992 | 1628    | 628     |                 | Ramsar |
| Bukit Barisan Selatan | 1982 | 3650    | 1410    |                 | UNESCO világörökség; Szumátra délnyugati csúcsán fekszik. A Bukit Barisan-hegység mentén fekvő nemzeti park átlagosan csak 45 km széles, de 350 km hosszú. Az északi rész hegyvidéki, legmagasabb pontja a Gunung Pulung (1964 m), míg déli része egy félsziget. Hegyi erdő, alföldi trópusi erdő, tengerparti erdő és a mangrove-erdő borítja. Több veszélyeztetett állatfaj él itt (szumátrai tigris, elefánt, orrszarvú).                                    |
| Bukit Duabelas        | 2000 | 605     | 233     |                 | |
| Bukit Tigapuluh       | 1995 | 1277    | 493     |                 | |
| Gunung Leuser         | 1980 | 7927    | 3061    |                 | UNESCO világörökség bioszféra-rezervátum; Észak-Szumátra és Aceh tartomány határánál fekszik. Orángután-menedékhely található a parkban. |
| Kerinci Seblat        | 1999 | 13750   | 5310    |                 | UNESCO világörökség. Négy tartományra terjed ki: Nyugat-Szumátra, Jambi, Bengkulu és Dél-Szumátra. A park sokféle növény- és állatvilágnak ad otthont. Napjainkig több mint 4 ezer növényfajt azonosítottak a park területén, beleértve a világ legnagyobb virágát, a Rafflesia arnoldii-t és a titánbuzogányt. Állatvilágába tartozik a szumátrai elefánt, az ázsiai aranymacska, a leopárdmacska, a borneói ködfoltos párduc, az ázsiai tapír, a maláj medve. |
| Sembilang             | 2001 | 2051    | 792     |                 | Ramsar |
| Siberut               | 1992 | 1905    | 735     |                 | bioszféra-rezervátum |
| Tesso Nilo            | 2004 | 386     | 149     |                 | |
| Way Kambas            | 1989 | 1300    | 500     |                 | UNESCO világörökség; Mocsári erdőből és síkvidéki esőerdőkből áll. A növekvő népesség ellenére a parkban még mindig van néhány kritikusan veszélyeztetett állatfaj itt: szumátrai tigris, szumátrai elefánt és a szumátrai orrszarvú. |

## Fordítás
- Ez a szócikk részben vagy egészben  a   List of national parks of Indonesia című angol Wikipédia-szócikk fordításán alapul.  Az eredeti cikk szerkesztőit annak laptörténete sorolja fel. Ez a jelzés csupán a megfogalmazás eredetét és a szerzői jogokat jelzi, nem szolgál a cikkben szereplő információk forrásmegjelöléseként.